# Eurycea longicauda
Espèce
Synonymes
- Salamandra longicauda Green, 1818
- Spelerpes melanopleurus Cope, 1894 "1893"
- Spelerpes stejnegeri Eigenmann, 1901
- Eurycea longicauda pernix Mittleman, 1942

Statut de conservation UICN

 LC  : Préoccupation mineure
Eurycea longicauda est une espèce d'urodèles de la famille des Plethodontidae. En français elle est nommée Salamandre à longue queue.

## Répartition
Cette espèce est endémique de l'Est des États-Unis. Elle se rencontre dans l'État de New-York, au New Jersey, en Pennsylvanie, au Maryland, en Virginie, en Virginie-Occidentale, en Ohio, en Indiana, au Kentucky, au Tennessee, dans le nord de la Géorgie, dans le Nord de l'Alabama, dans le nord du Mississippi, en Illinois, au Missouri, en Arkansas, dans l'est de l'Oklahoma, dans l'est du Kansas et dans le sud-est du Nebraska.

## Habitat

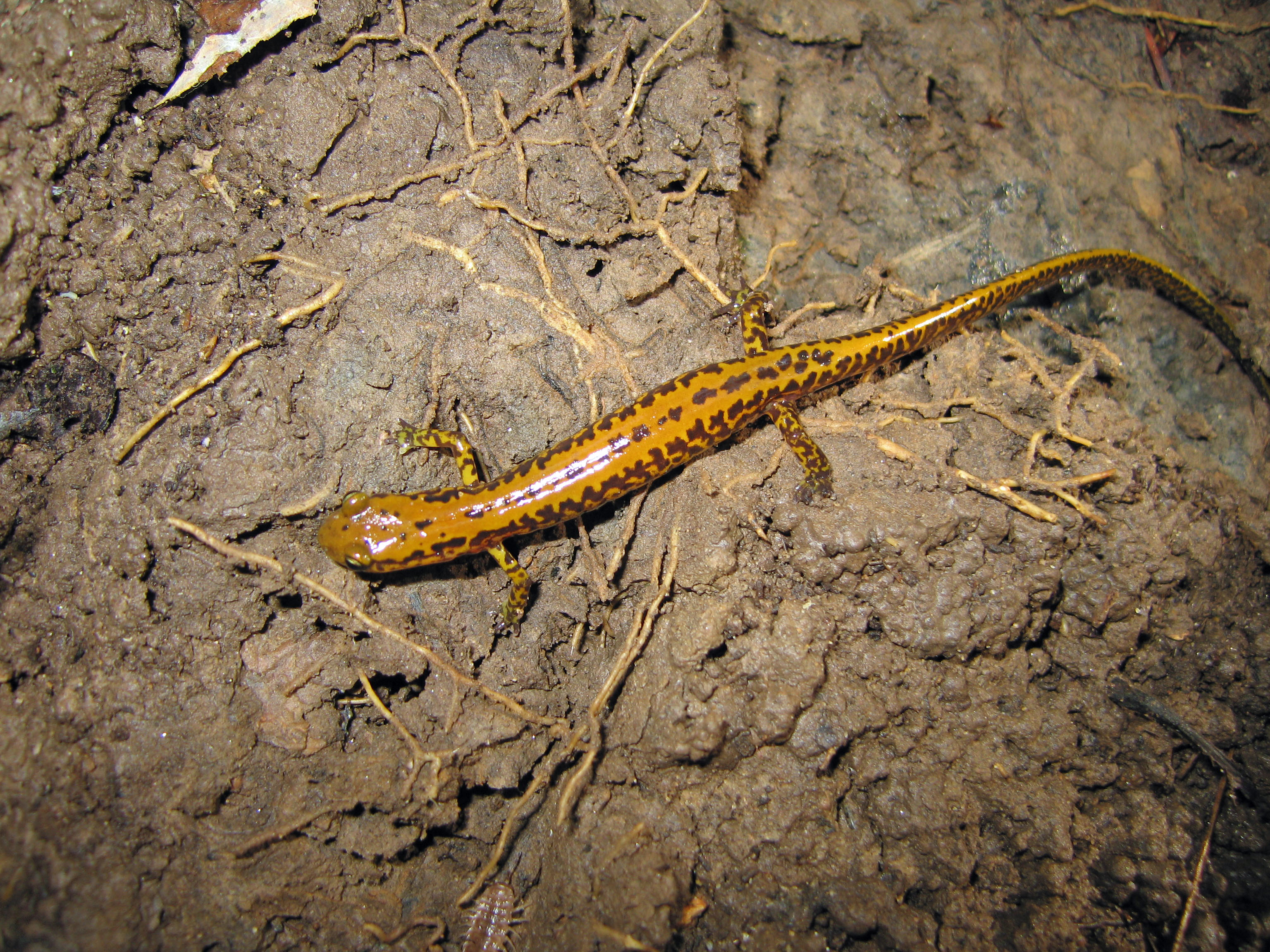
Eurycea longicauda

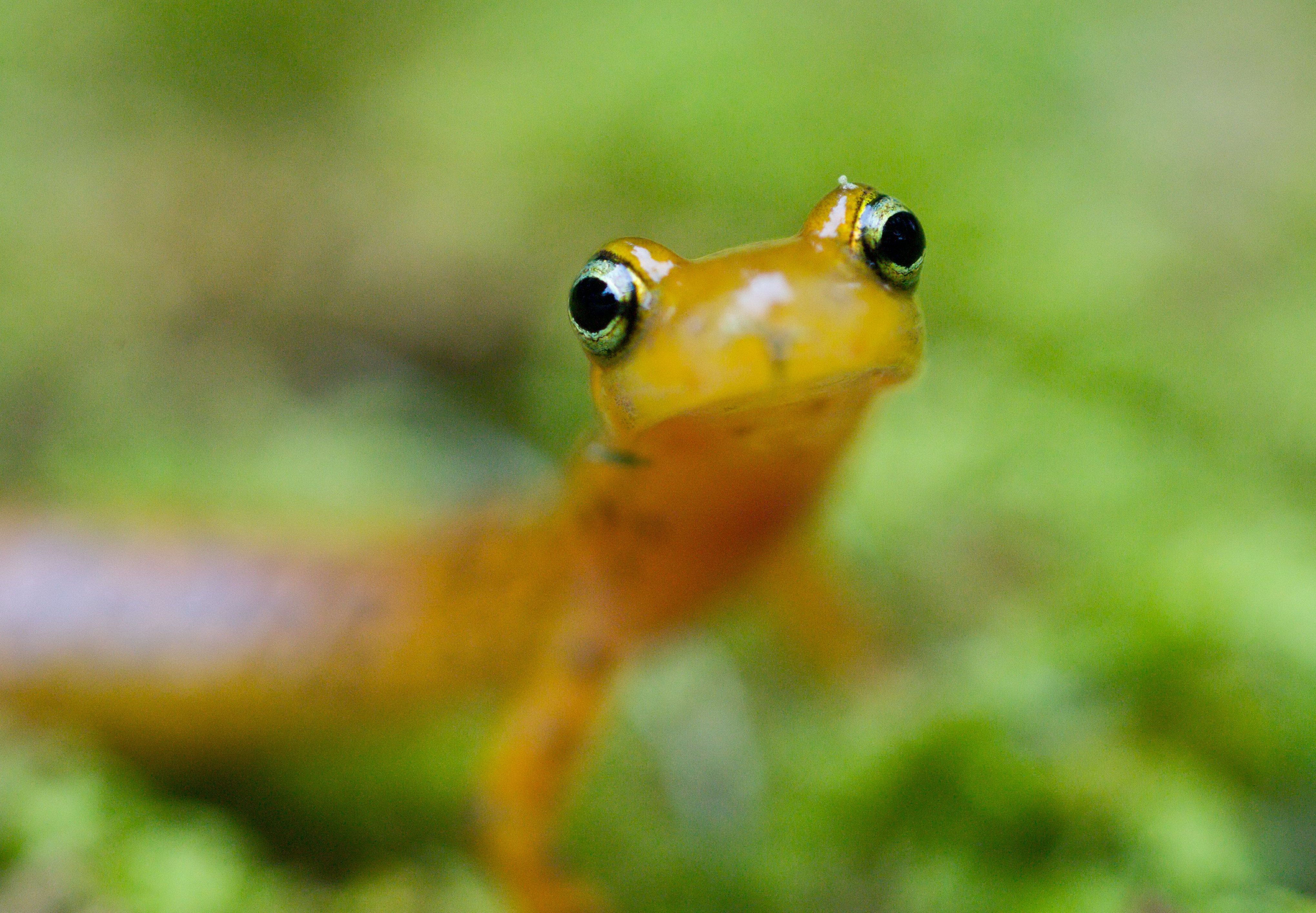
Eurycea longicauda

Son habitat naturel est constitué par les forêts tempérées, les rivières, les marais d'eau douce, les sources d'eau, les territoires karstiques et les grottes.

## Publication originale
- Green, 1818 : Descriptions of several species of North American Amphibia, accompanied with observations. Journal of the Academy of Natural Sciences of Philadelphia, vol. 1, p. 348-359 (texte intégral).